# Il mio primo disco da venduto
Il mio primo disco da venduto è il secondo album in studio del rapper italiano Fedez, pubblicato il 30 novembre 2011 dalla Tanta Roba.

## Promozione
Il disco è stato reso disponibile per il download gratuito attraverso il sito ufficiale del rapper. A tal proposito, lo stesso artista ha spiegato di aver ricevuto offerte da tutte le major italiane del periodo, decidendo tuttavia di distribuirlo gratuitamente al fine di «ripagare i fan dell'affetto ricevuto».
Il 18 giugno 2013 Il mio primo disco da venduto è stato ripubblicato nel formato CD, presente nell'edizione speciale del terzo album Sig. Brainwash - L'arte di accontentare, e anche in formato digitale sull'iTunes Store. Grazie alla ripubblicazione, Il mio primo disco da venduto è entrato nella classifica italiana degli album alla posizione 57.

## Accoglienza
Il sito Rockit ha recensito in maniera negativa Il mio primo disco da venduto, affermando che «Più che "venduto", Fedez è scontato: rime banali, critiche basate su luoghi comuni, facili ritornelli pop e autotune come se piovesse», tuttavia vedendo nel personaggio di Fedez «Un fenomeno importante, l'espressione massima della potenza del web, che supera passaggi in radio e in televisione, produzioni con budget importanti e raccomandazioni». In una recensione dal parere ambivalente, DolceVita definisce l'artista «un ragazzo sopravvalutato da chi lo segue e molto sottovalutato da chi lo odia», apprezzando la sua originalità come rapper all'interno dell'album, spiegando che «benché presenti i tratti di tutti i rapper più grossi d'Italia, da Fibra ai Dogo, non sembra il clone di nessuno», ma tuttavia affermando come la sua acerbità artistica lo porti nel disco ad utilizzare male i suoi talenti, finendo per presentarsi come «un rapper molto superficiale che spesso tratta alcuni temi in maniera semplicistica».

## Tracce
1. Intro – 2:17
2. Jet Set – 3:03
3. Vivere domani – 3:41
4. Bella vita – 3:19
5. Blues (feat. Gué Pequeno & Marracash) – 4:01
6. Alza la testa (feat. J-Ax) – 3:19
7. Ipocondria – 3:37
8. Il cemento non è un fiore (feat. Jake La Furia) – 4:16
9. Reality Show – 3:19
10. Quello che ho (feat. Entics) – 2:32
11. Una cosa sola (feat. TwoFingerz (Danti & Roofio)) – 3:00
12. Restiamo umani (feat. Ted Bee) – 3:04
13. Soffritto – 2:24
14. Non scorderò (feat. Killacat) – 3:29
15. Parli di rap? (feat. Gemitaiz) – 3:02
16. La scelta giusta (feat. Denny La Home) – 3:25
17. Liberi in cattività – 2:38
18. Giorni (feat. Ghali & Vincenzo da Via Anfossi) – 3:07
19. Unica al mondo – 1:38
20. Lo zainetto (feat. Maite) – 3:05
21. Outro – 1:34

## Formazione
Musicisti
- Fedez – rapping, voce
- Marracash – rapping (traccia 5)
- Gué Pequeno – rapping (traccia 5)
- J-Ax – rapping (traccia 6)
- Jake La Furia – rapping (traccia 8)
- Entics – rapping (traccia 10)
- Two Fingerz
  - Danti – rapping (traccia 11)
  - Roofio – produzione (tracce 4, 11 e 17)
- Ted Bee – rapping (traccia 12)
- Killacat – rapping (traccia 14)
- Gemitaiz – rapping (traccia 15)
- Denny La Home – rapping (traccia 16)
- Ghali Foh – rapping (traccia 18)
- Vincenzo da Via Anfossi – rapping (traccia 18)
- Maite – voce (traccia 20)

Produzione
- DJ 2P – produzione (traccia 1)
- JT – produzione (tracce 2, 10 e 14)
- Don Joe – produzione (tracce 3, 4 e 15)
- Deleterio – produzione (traccia 5)
- Guido Styles – produzione (traccia 6)
- Mastermaind – produzione (traccia 7)
- BZilla – produzione (tracce 8 e 12)
- Shablo – produzione (traccia 9)
- Exo – produzione (traccia 13)
- 2nd Roof – produzione (traccia 16)
- DannyStyle – produzione (traccia 18)
- Fonzie Beat – produzione (traccia 20)
- Fritz da Cat – produzione (traccia 21)

## Classifiche
| Classifica (2013) | Posizione massima |
| ----------------- | ----------------- |
| Italia            | 57                |